# Aguada (kommun)
Aguada är en kommun i Colombia.   Den ligger i departementet Santander, i den centrala delen av landet, 180 km norr om huvudstaden Bogotá. Antalet invånare är 2 117. Arean är 76 kvadratkilometer.
Terrängen i Aguada är kuperad åt sydväst, men åt nordost är den bergig.